# Exit...Stage Left
Exit...Stage Left is het tweede livealbum van Rush, uitgebracht in 1981 door Anthem Records en Mercury Records. In 1997 werd het heruitgebracht. Een deel van het album werd opgenomen in Canada tijdens de Moving Pictures-tournee, een ander deel in Groot-Brittannië tijdens de Permanent Waves-tour.

## Nummers
1. The Spirit of Radio – 5:11
2. Red Barchetta – 6:46
3. YYZ/drum solo – 7:43
4. A Passage to Bangkok – 3:45
5. Closer to the Heart – 3:08
6. Beneath, Between & Behind – 2:34
7. Jacob's Ladder – 8:46
8. Broon's Bane – 1:37
9. The Trees – 4:50
10. Xanadu – 12:09
11. Freewill – 5:31
12. Tom Sawyer – 4:59
13. La Villa Strangiato – 9:37

## Artiesten
- Geddy Lee - zang, bas,
- Alex Lifeson - gitaar
- Neil Peart - drums